# Hendricks (Minnesota)
Hendricks ist eine Kleinstadt (mit dem Status „City“) im Lincoln County im US-amerikanischen Bundesstaat Minnesota. Das U.S. Census Bureau hat bei der Volkszählung 2020 eine Einwohnerzahl von 616 ermittelt.

## Geografie
Hendricks liegt im Südwesten Minnesotas am nordöstlichen Ufer des Lake Hendricks, durch den die Grenze zu South Dakota. Die Stadt liegt auf 44°30′26″ nördlicher Breite und 96°25′27″ westlicher Länge. Das Stadtgebiet von Hendricks erstreckt sich über eine Fläche von 2,54 km².
Benachbarte Orte von Hendricks sind Canby (34,2 km nordöstlich), Ivanhoe (18,9 km südöstlich), White in South Dakota (25,3 km südwestlich) und Astoria in South Dakota (15,4 km nordwestlich).
Die nächstgelegenen größeren Städte sind Minneapolis (297 km ostnordöstlich), Minnesotas Hauptstadt Saint Paul (311 km in der gleichen Richtung), Rochester (350 km ostsüdöstlich), Sioux Falls in South Dakota (139 km südlich) und Fargo in North Dakota (302 km nördlich).

## Verkehr
Die Minnesota State Route 271 verläuft in Nord-Süd-Richtung als Hauptstraße durch Hendricks. Alle weiteren Straßen sind untergeordnete Landstraßen, teils unbefestigte Fahrwege oder innerstädtische Verbindungsstraßen.
Der Brookings Regional Airport in South Dakota befindet sich 51,8 km südwestlich von Hendricks. Der nächste Großflughafen ist der Minneapolis-Saint Paul International Airport (295 km östlich).

## Demografische Daten
Nach der Volkszählung im Jahr 2010 lebten in Hendricks 713 Menschen in 326 Haushalten. Die Bevölkerungsdichte betrug 280,7 Einwohner pro Quadratkilometer. In den 326 Haushalten lebten statistisch je 2,01 Personen.
Ethnisch betrachtet setzte sich die Bevölkerung zusammen aus 99,3 Prozent Weißen, 0,1 Prozent Afroamerikanern sowie 0,3 Prozent amerikanischen Ureinwohnern; 0,3 Prozent stammten von zwei oder mehr Ethnien ab. Unabhängig von der ethnischen Zugehörigkeit waren 1,1 Prozent der Bevölkerung spanischer oder lateinamerikanischer Abstammung.
17,3 Prozent der Bevölkerung waren unter 18 Jahre alt, 44,6 Prozent waren zwischen 18 und 64 und 38,1 Prozent waren 65 Jahre oder älter. 50,9 Prozent der Bevölkerung war weiblich.

Das mittlere jährliche Einkommen eines Haushalts lag bei 40.167 USD. Das Pro-Kopf-Einkommen betrug 25.165 USD. 10,9 Prozent der Einwohner lebten unterhalb der Armutsgrenze.